# Zbór Kościoła Adwentystów Dnia Siódmego w Białymstoku
Zbór Kościoła Adwentystów Dnia Siódmego w Białymstoku – zbór adwentystyczny w Białymstoku, należący do okręgu podlaskiego diecezji wschodniej Kościoła Adwentystów Dnia Siódmego w RP.
Nabożeństwa odbywają w kościele przy ul. Jurowieckiej 24 w soboty od godz. 9.30 do 12.00.